# Japan Expo
Die Japan Expo ist eine seit dem Jahr 1999 veranstaltete Anime- und Manga-Convention in Frankreich und eine der größten derartigen Veranstaltungen Europas.
Neben Anime- und Manga, werden auch andere Bereiche der japanischen Popkultur abgedeckt, wie etwa Videospiele oder Filme. 2023 war auch erstmals ein Sumo-Klub auf der Veranstaltung vertreten.
Im Rahmen der Convention wird seit dem Jahr 2006 auch der Japan Expo Award in verschiedenen Kategorien vergeben. In ihrer Geschichte wurde das Festival drei Mal abgesagt; im Jahr 2005 sowie in den Jahren 2020 und 2021 im Zuge der COVID-19-Pandemie.

## Historie
Die Convention wurde im Jahr 1999 erstmals veranstaltet und fand auf dem Gelände der ISC Paris School of Management statt. Die Initiatoren der Japan Expo sind Jean-François Dufour, Sandrine Dufour und Thomas Sirdey. Organisiert wird die Japan Expo von der Sefa Event JTS Group.
Im Jahr 2002 konnten die Organisatoren mit den beiden Mangaka Tsutomo Nihei und Nami Akimoto sowie dem Spieleentwickler Nintendo ihre ersten internationalen Gäste einladen. Da die Veranstaltung schnell wuchs, wurde eine Ausrichtung der Convention im Jahr 2005 ausgesetzt, um für die folgenden Events einen geeigneten Veranstaltungsort zu finden. Das European Cosplay Gathering, ein internationaler Cosplay-Wettbewerb, wurde erstmals im Rahmen der Japan Expo ausgerichtet.
Seit 2018 verzeichnet die Convention mehr als 250.000 Besucher.
Die Veranstaltung findet auf einer Fläche von etwas mehr als 120.000 m² statt.
In den Jahren 2020 und 2021 fand die Convention aufgrund der weltweiten COVID-19-Pandemie nicht statt. Im Jahr 2022 war erstmals ein französischer Sumo-Klub auf der Veranstaltung vertreten.

## Themenbereiche
Themengebiete, die auf der Japan Expo abgedeckt werden erstrecken sich von Anime und Manga über Videospiele, Musik bis hin zum Tourismus und traditioneller Kultur. Branchenriesen wie Crunchyroll oder Nintendo waren in der Vergangenheit auf der Convention vertreten und haben ihr Portfolio vorgestellt und neue Lizenzierungen bekanntgegeben. Die auf der Convention vertretenen Aussteller kommen ausschließlich aus Frankreich und Japan.
Die musikalischen Darbietungen werden sowohl in einer separaten Halle als auch auf dem Gelände verteilt gespielt. Unbekanntere Musiker und Musikgruppe spielten verteilt auf dem Messegelände, während etablierte Künstler auf der Hauptbühne zu sehen waren. In der Vergangenheit waren unter anderem Musiker und Musikgruppen wie Momoiro Clover Z, Kyary Pamyu Pamyu, Ai Ōtsuka, Wagakki Band, Nogizaka46, Man with a Mission und AKB48 auf der Japan Expo zu sehen.
Der Mangabereich war im Jahr 2023 mit mehr als 20.000 unterschiedlichen Werken in französischer Sprache vertreten.

## Austragungen und Besucherzahlen
| Jahr | Zeitraum                                   | Ort                                        | Besucher                                   |
| ---- | ------------------------------------------ | ------------------------------------------ | ------------------------------------------ |
| 1999 | nicht bekannt                              | ISC Paris School of Management             | 2.400                                      |
| 2000 | 24. – 25. Juni                             | Epita                                      | 3.200                                      |
| 2000 | 8. – 10. Dezember                          | Espace Champerret                          | 8.000                                      |
| 2001 | 29. Juni – 1. Juli                         | Espace Austerlitz                          | 12.000                                     |
| 2002 | 5. – 7. Juli                               | CNIT                                       | 21.000                                     |
| 2003 | 5. –6. Juli                                | CNIT                                       | 29.000                                     |
| 2004 | 2. – 4. Juli                               | CNIT                                       | 41.000                                     |
| 2005 | keine Austragung                           | keine Austragung                           | keine Austragung                           |
| 2006 | 7. – 9. Juli                               | Paris Nord Villepinte Exhibition Center    | 56.000                                     |
| 2007 | 6. – 8. Juli                               | Paris Nord Villepinte Exhibition Center    | 83.000                                     |
| 2008 | 3. – 6. Juli                               | Paris Nord Villepinte Exhibition Center    | 134.467                                    |
| 2009 | 2. – 5. Juli                               | Paris Nord Villepinte Exhibition Center    | 165.501                                    |
| 2010 | 1. – 4. Juli                               | Paris Nord Villepinte Exhibition Center    | 173.680                                    |
| 2011 | 30. Juni – 3. Juli                         | Paris Nord Villepinte Exhibition Center    | 192.000                                    |
| 2012 | 5. – 8. Juli                               | Paris Nord Villepinte Exhibition Center    | 219.614                                    |
| 2013 | 4. – 7. Juli                               | Paris Nord Villepinte Exhibition Center    | 232.876                                    |
| 2014 | 2. – 6. Juli                               | Paris Nord Villepinte Exhibition Center    | 240.189                                    |
| 2015 | 2. – 5. Juli                               | Paris Nord Villepinte Exhibition Center    | 247.473                                    |
| 2016 | 7. – 10. Juli                              | Paris Nord Villepinte Exhibition Center    | 234.852                                    |
| 2017 | 6. – 9. Juli                               | Paris Nord Villepinte Exhibition Center    | 238.241                                    |
| 2018 | 5. – 8. Juli                               | Paris Nord Villepinte Exhibition Center    | 247.919                                    |
| 2019 | 4. – 7. Juli                               | Paris Nord Villepinte Exhibition Center    | 252.510                                    |
| 2020 | ausgefallen aufgrund der COVID-19-Pandemie | ausgefallen aufgrund der COVID-19-Pandemie | ausgefallen aufgrund der COVID-19-Pandemie |
| 2021 | ausgefallen aufgrund der COVID-19-Pandemie | ausgefallen aufgrund der COVID-19-Pandemie | ausgefallen aufgrund der COVID-19-Pandemie |
| 2022 | 14. – 17. Juli                             | Paris Nord Villepinte Exhibition Center    | 254.087                                    |
| 2023 | 13. – 16. Juli                             | Paris Nord Villepinte Exhibition Center    | 255.259                                    |
| 2024 | 11. – 14. Juli                             | Paris Nord Villepinte Exhibition Center    | 200.716                                    |

## Der Japan Expo Award
Der Japan Expo Award ist ein Preis, welcher seit 2006 im Rahmen der Convention in unterschiedliche Kategorien verliehen wird. In den ersten Jahren wurden neben Manga- und Anime, auch Videospiele, Kinofilme und Musiker ausgezeichnet. Nachdem der Preis zwischen den Jahren 2013 bis 2015 nicht vergeben wurde, fand im Jahr 2016 erstmals wieder eine Preisverleihung statt.
Eine erneute Pause erfolgte in den Jahren 2020 und 2021. Seit der Neuaustragung der Preisverleihung wurde die Vergabepraxis geändert. Neben Kategorien, in denen die Nominierten und Preisträger durch eine Fachjury entschieden werden, existieren auch Kategorien, in denen die Öffentlichkeit einen Gewinner anhand einer geheimen Onlineabstimmung ermitteln, wobei die Nominierungen in diesen Kategorien auch durch eine Jury bestimmt werden. Seit 2016 werden keine Preise für Videospiele, Musiker und Kinofilme abseits von Anime-Produktionen mehr vergeben.

### Die Preisträger
- → Hauptartikel: Liste der Preisträger der Japan Expo Awards

## Weitere Veranstaltungen
Die Japan Expo expandierte im Laufe ihrer Geschichte mehrfach. So fanden in der Vergangenheit Ableger-Conventions in Orléans, Marseille und Montreuil in Frankreich statt. Zudem gab es je einen Ableger in Brüssel und in Santa Clara.
Veranstaltungen in  Frankreich:
- Japan Expo Centre in Orléans
- Japan Expo Sud in Marseille
- Chibi Japan Expo in Montreuil

Veranstaltungen in  Belgien:
- Japan Expo Belgium in Brüssel[12]

Veranstaltungen in den  Vereinigten Staaten:
- Japan Expo USA in Santa Clara, Kalifornien, eingestellt[13]